# Эпштейн, Иосиф Моисеевич
Эпштейн Иосиф Моисеевич (18 января 1895 года — 26 октября 1980 года, Москва) — советский уролог, доктор медицинских наук (1939), профессор (1949), один основоположников отечественной фтизиоурологии, один из пионеров внедрения в урологическую практику ряда рентгенорадиологических методов исследования, заведующий кафедрой урологии 1-го ММИ (1949–1968).

## Биография
В 1922 году окончил медицинский факультет Московского университета (его однокурсником был Александр Мясников).
В 1922— 1924 годы работал в урологической клинике Высшей медицинской школы. С 1924 года его научная и врачебная деятельность была связана с урологической клиникой и кафедрой медицинского факультета Московского университета, где он последовательно занимал должности экстерна (1924— 1926), ординатора (1926—1930), ассистента (1930—1940 и 1941—1948), доцента (1948—1949), заведующего кафедрой (1949—1968), профессора-консультанта.
В 1940— 1941 годы руководил урологическим отделением Городской детской клинической больницы №2 имени И. В. Русакова. В годы Великой Отечественной войны консультировал в ряде госпиталей. Опыт этой работы отразился в главах монографии «Военная травма мочеполовых органов и ее лечение» (1941).
Ученик Рихарда Михайловича Фронштейна – одного из лидеров отечественной урологии первой половины XX века.
В 1939 году защитил докторскую диссертацию на тему «Туберкулез почки», с 1949 года  — профессор.
С сентября 1952 года в связи с реорганизацией кафедры урологии в доцентский курс он заведовал этим курсом и урологической клиникой при кафедре факультетской хирургии 1-го МОЛМИ до сентября 1955 года с перерывом в 4 месяца (его коснулось «Дело врачей»). С сентября 1955 года после восстановления кафедры урологии I МОЛМИ он заведовал ею до 1968 года. С 1969 года работал в урологической клинике I-го МОЛМИ как профессор-консультант.
В 1959 году в издательстве «Медгиз» вышел в свет его учебник «Урология», отразивший изменения во взглядах по различным аспектам урологии и новейшие достижения науки со времени выхода в свет учебника Р. М. Фронштейна.
Под руководством И. М. Эпштейна были защищены 2 докторские и 12 кандидатских диссертаций.
Автор 120 научных работ, включая 8 монографий и учебников, посвященных туберкулезу почки и мочеполовой системы, физиологии и патологии мочевыделения, ранениям почек и мочеточников, недержанию мочи, а также заболеваниям мочевого пузыря, почечнокаменной болезни и аномалиям мочевых путей. И. М. Эпштейн — один из пионеров внедрения в урологическую практику ряда рентгенорадиологических методов исследования (пневморетроперитонеум, томография почек, инфузионная урография, радио изотопная ренография, сканирование почек). Научная деятельность И. М. Эпштейна была отмечена орденом «Знак Почёта».
В 1963—1968 годы Иосиф Эпштейн являлся членом правления Всесоюзного и Московского научных медицинских обществ урологов, редактором редотдела «Урология» 2-го издания Большой медицинской энциклопедии, членом редакционной коллегии и ответственным секретарем (1930—1941) журнала «Урология».
Скончался в Москве 26 октября 1980 года от кровоизлияния в мозг.

## Избранные труды
- Туберкулез почки, М.— Л., 1941.
- Военная травма мочеполовых органов и ее лечение, под ред. Р. М. Фронштейна, М., 1947 (авт. ряда гл.).
- Недержание мочи [Текст] / Проф. И. М. Эпштейн. - Москва : изд. и тип. Медгиза, 1949.
- Урология [Текст]: [Учебник для мед. ин-тов]. - 2-е изд., испр. - Москва : Медицина, 1966.
- Радиоизотопная диагностика заболеваний мочевой системы, М., 1969 (совм. с др.).